# Maurice Bowra

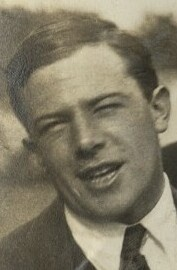
Maurice Bowra

Cecil Maurice Bowra, född den 8 april 1898 i Jiujiang i Kina, död den 4 juli 1971 i Oxford, var en brittisk litteraturhistoriker. Han var sonson till sinologen Edward Charles Bowra.
Bowra, som studerade vid universitetet i Oxford, hade senare flera läraruppdrag där. År 1946 blev han professor i poesi, ett uppdrag han innehade i fem år. Åren 1938–1970 var han warden vid Wadham College och 1951–1954 universitets rektor. Han var president i British Academy 1958–1962. Bowra specialiserade sig på antikens litteratur, främst den grekiska, men följde även med livligt intresse den moderna poesin, särskilt i Frankrike och Ryssland. År 1967 tilldelades han Kenyon Medal for Classical Studies. Bland hans arbeten som präglas av stor kunskap och elegant framställning märks Tradition and design in the Iliad (1930), Greek lyric poetry from alcman to Simonides (1936), Early Greek elegists (1938), The heritage of symbolism (1943), Sophoclean tragedy (1944) som särskilt uppmärksammade den grekiske tragediförfattarens idévärld och From Virgil to Milton (1945), en studie av den episka diktkonsten hos Vergilius, Luís de Camões, Torquato Tasso och John Milton. Bowras installationsföreläsning, The background of modern poetry (1946), ger en karaktäristik av modern brittisk lyrik. Han har även utgett Oxford book of Greek verse 81930), Pindari Carmina (1935), Greek verse in translation (1938) samt Book of Russian verse (1943).